# マーチ・83C

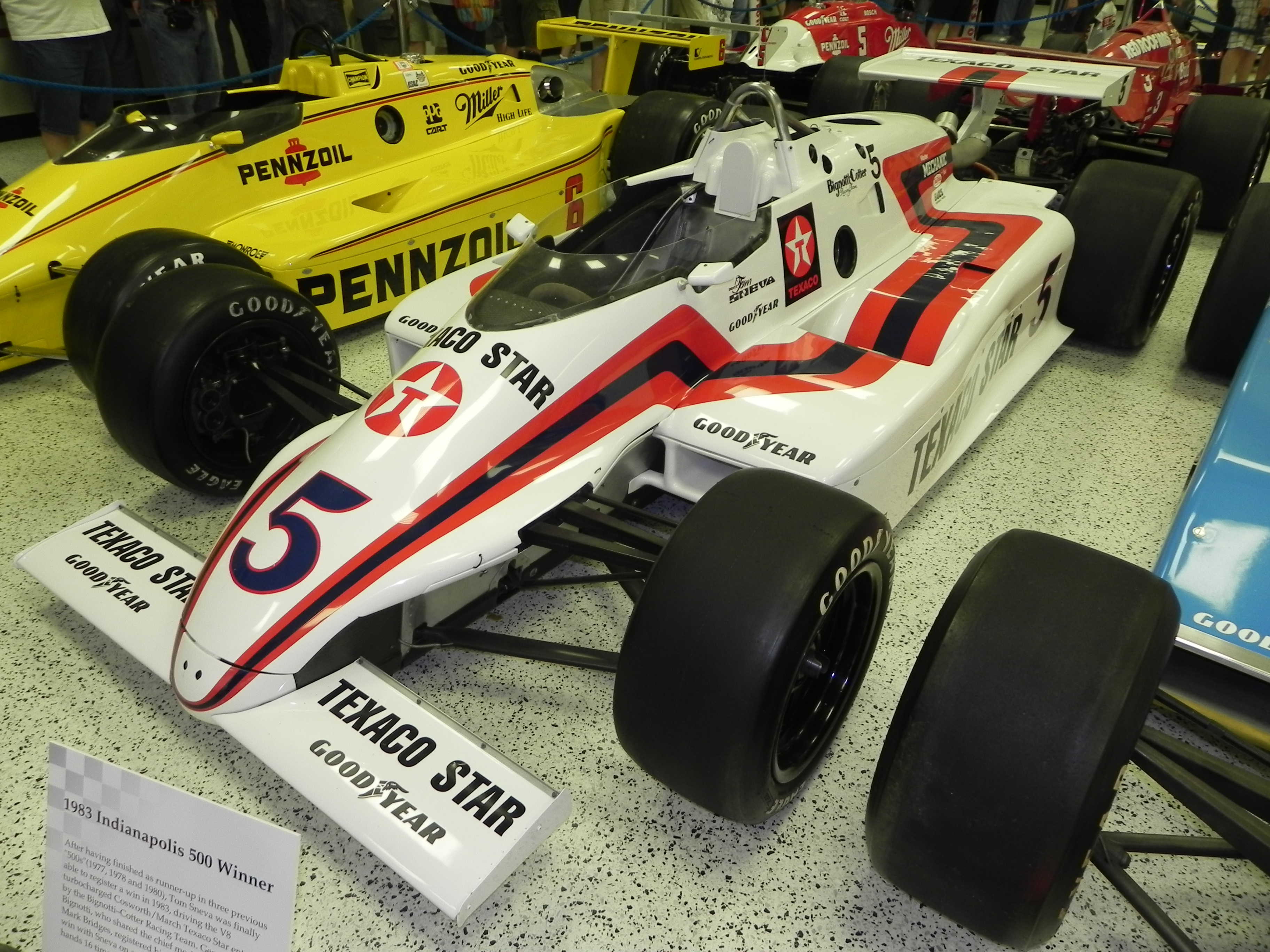
1983年インディ500で優勝したマーチ・83C（トム・スニーバ車）

マーチ・83C（March 83C）は、イギリスのマーチ・エンジニアリングが1983年のインディカー（CART）用に開発・設計・製造されたオープンホイールレースカーである。非常に戦闘力が高いシャシーで、全13戦中7勝を挙げ、9回のポールポジションを獲得した。エイドリアン・ニューウェイ設計の83Cは、その年のコンストラクターズタイトル、トム・スニーバがインディアナポリス500を制した。エンジンはフォード・コスワース DFXV8ターボを搭載していた。